# Boophis occidentalis
Boophis occidentalis Glaw and Vences, 1994 è una rana della famiglia Mantellidae, endemica del Madagascar.

## Distribuzione e habitat
La presenza di questa specie è stata segnalata in quattro differenti località del Madagascar occidentale e nord-occidentale: nelle gole dell'Isalo, a Bemaraha, nella penisola di Sahamalaza, e nei pressi della riserva speciale di Kalambatritra.

## Tassonomia
In passato era considerata una sottospecie di Boophis albilabris (B. albilabris occidentalis), da cui si differenzia per le minori dimensioni e per alcuni dettagli della livrea.